# 시계태엽 오렌지 (소설)
《시계태엽 오렌지》(A Clockwork Orange)는 1962년에 출판된 영국 작가 앤서니 버제스의 디스토피아 풍자 블랙 코미디 소설이다. 극도의 폭력적인 청소년 하위문화가 존재하는 근미래 사회를 배경으로 한다. 십대 주인공 알렉스는 그의 폭력적인 착취와 그를 개혁하려는 주 당국과의 경험을 이야기한다.
모던 라이브러리 와 그 독자들 에 의해 20세기 최고의 영어 소설 100선 중 하나로 선정되었다. 세기 . 이 책의 원본은 1971년 캐나다 온타리오주 해밀턴에 있는 McMaster University의 William Ready Division of Archives and Research Collections 에 보관되어 있다 가장 영향력 있는 디스토피아 책 중 하나로 간주된다.

## 줄거리 요약

### 1부: 알렉스의 세계
알렉스는 가까운 미래의 디스토피아 도시에 살고 있는 15세 갱단 두목이다. 그의 친구들 (소설의 영러 속어인 "나닷"에 나오는 드루그들)과 동료 갱들은 갱단의 근육인 둔한 브루저 딤, 야심찬 2인자 조지, 그리고 드루그들이 "초강력"에 빠져들 때 주로 함께 노는 피트이다. 소시오패스이자 비행 청소년으로 특징지어지는 알렉스는 또한 똑똑하고, 두뇌가 명석하며 클래식 음악을 즐긴다. 그는 베토벤을 특히 좋아하며, 그를 "러블리 루드비히 반"이라고 부른다.이야기는 그들이 가장 좋아하는 곳인 코로바 밀크 바에 앉아 초강력 폭력의 밤을 준비하기 위해 우유로 구성된 음료를 마시는 것으로 시작된다. 그들은 공공도서관에서 집으로 걸어오는 학자를 폭행하고, 가게를 털고, 주인 내외는 피를 흘리고 의식을 잃게 하고, 거지를 구타하고, 그리고 경쟁 갱과 실랑이를 벌인다. 훔친 차를 타고 시골길을 달리던 그들은 외딴 오두막집에 침입해 그곳에 사는 젊은 부부를 공포에 떨게 하고 남편을 때리고 아내를 집단 강간한다. 남편은 '시계 오렌지'라는 원고를 쓰는 작가인데 알렉스는 원고를 파쇄하기 전에 소설의 주요 주제를 적은 한 단락을 경멸적으로 읽는다. 코로바에서 알렉스는 한 여성의 오페라 구절 노래에 대한 그의 거친 반응 때문에 딤을 때렸고, 갱단 내부의 긴장감이 뚜렷해졌다. 부모님의 집에서 알렉스는 잠들기 전에 오르가즘적인 행복을 주는 최고의 음량으로 클래식 음악을 연주한다.
알렉스는 다음날 학교에 가지 않기 위해 부모님께 아픈 척한다. 알렉스는 두 소녀를 집으로 다시 초대하고 그곳에서 마약을 하고 강간한다. 조지는 알렉스에게 갱단의 리더쉽을 요구하며 강도사건에서 더 가치있는 목표물에 초점을 맞추라고 요구한다. 알렉스는 딤의 손을 베고 조지와 싸우면서 반란을 진압하고, 부유한 노부인의 집을 털려는 조지의 계획에 동의함으로써 갱단을 진정시킨다. 알렉스가 침입하여 그 여자를 기절시킨다. 하지만 사이렌 소리를 듣고 도망가기 위해 문을 열었을 때, 딤은 이전의 싸움에 대한 보복으로 그를 때린다. 갱단은 알렉스를 경찰에 체포하기 위해 현관 계단에 버린다; 그는 감금되어 있는 동안 그 여자가 부상으로 죽었다는 것을 알게 된다.

### 2부: 루도비코 기법
알렉스는 살인죄로 유죄판결을 받고 14년형을 선고받았다. 그의 부모님은 어느 날 그에게 조지가 실패한 강도사건으로 죽었다는 것을 알리기 위해 방문한다. 임기 2년 만에 그는 교도소 예배당 중 한 곳에 취직해 일요 기독교 예배와 함께 스테레오로 음악을 틀었다. 목사는 알렉스의 성경공부를 믿음의 동요로 착각한다; 실제로 알렉스는 폭력적이거나 성적인 구절만을 위해 성경을 읽고 있다. 동료 감방 동료들이 그를 골치 아픈 감방 동료를 때려 죽였다고 비난한 후, 그는 나머지 형량을 감형받는 대가로 루도비코 기법이라고 불리는 실험적인 행동 수정 치료를 받기로 선택된다. 이 기술은 알렉스가 그래픽으로 폭력적인 영화를 보면서 메스꺼움을 유발하는 약물을 주사해 결국 폭력을 생각만 해도 심각한 병에 걸리도록 하는 혐오 요법의 한 형태이다. 의도하지 않은 결과로, 영화 중 하나인 베토벤의 9번 교향곡의 사운드 트랙은 알렉스를 예전처럼 그가 사랑하는 클래식 음악을 즐길 수 없게 만든다.
이 기술의 효과는 알렉스가 왕따 앞에서 쓰러지고 겨우 옷을 입은 젊은 여성 앞에서 자신을 낮추는 것을 지켜보는 VIP 그룹에게 입증되었다. 교도소 교도관은 알렉스가 자유의지를 박탈했다고 비난하지만, 현장에 있던 정부 관계자들은 그 결과에 만족하고 알렉스는 출소한다.

### 파트 3: 출소 후
알렉스는 부모님의 아파트로 돌아가지만 부모님이 그의 방을 하숙인에게 맡기고 있다는 사실을 알게 된다. 이제 노숙자가 된 그는 고통 없는 자살 방법을 배우기 위해 거리를 배회하고 공공 도서관에 들어간다. 1부에서 알렉스가 폭행한 늙은 학자는 여러 친구들의 도움으로 알렉스를 찾아 구타한다. 두 명의 경찰이 알렉스를 구하러 왔지만 그들은 전직 라이벌 갱단 리더인 딤과 빌리보이로 밝혀진다. 그들은 알렉스를 마을 밖으로 데려가 잔인하게 학대하고 그곳에 버린다. 알렉스는 외딴 오두막집의 문 앞에서 쓰러지고, 그것이 1부에서 그와 그의 친구들이 침략한 곳이라는 것을 너무 늦게 깨달았다.
작가 F. Alexander는 여전히 이곳에 살고 있지만 그의 아내는 강간으로 입은 부상으로 그가 믿고 있는 것으로 그 이후 사망했다. 그는 알렉스를 알아보지 못하지만 알렉스에게 피난처를 제공하고 그가 겪은 조건화에 대해 질문한다. 정부에 대해 매우 비판적인 알렉산더와 그의 동료들은 모두 알렉스를 국가 만행의 상징으로 사용하여 현 정부가 재선되는 것을 방지할 계획입니다. 알렉스는 자신이 가정 침공의 주동자임을 무심코 폭로한다. 그는 코티지에서 나와 위층 침실에 갇혔고, 스피커를 통해 끊임없이 흘러나오는 클래식 음악을 듣는다. 그는 창문에서 뛰어내려 자살을 시도한다.
알렉스는 병원에서 깨어났고, 그곳에서 그의 자살 시도로 인해 생긴 나쁜 평판에 맞서려고 애쓰는 정부 관리들의 구애를 받는다. 알렉스는 퇴원 후 정부 편에 서는 데 동의하면 보수가 좋은 직업을 제안받는다. 몇 차례의 테스트 결과 그의 예전의 폭력적인 충동이 돌아왔음을 알 수 있으며, 이는 병원 의사들이 그의 컨디션 조절 효과를 취소했음을 나타냅니다. 사진 작가가 사진을 찍을 때 알렉스는 난폭한 폭력에 대한 공상을 꿈꾸며 "나는 괜찮아졌다."라고 회상한다.
마지막 장에서 알렉스(현재 18세이며 미국 음악 기록 보관소에서 일하고 있음)는 새로운 갱단(Len, Rick, Bully)과 함께 또 다른 범죄의 밤을 만반의 준비를 하고 있는 자신을 발견한다. 재결합하여 결혼한 피트를 우연히 만난 알렉스는 자신이 무의미한 폭력 행위에 점점 더 즐거워하지 않는다는 것을 알게 됩니다. 그는 사회의 생산적인 구성원이 되고 자신의 가족을 시작하기 위해 범죄를 포기하는 것에 대해 생각하기 시작하면서, 자신의 자녀가 더는 아니더라도 자신만큼 파괴적인 결과를 초래할 수 있다는 생각을 반영한다.

## 마지막 챕터 생략
이 책은 각각 7개의 챕터로 구성된 3개의 파트로 구성되어 있다. Burgess는 총 21개의 챕터가 인간 성숙의 이정표로 인식되는 21세에 대한 의도적인 고개를 끄덕였다고 말했다. 21장은 1986년 이전에 미국에서 출판된 판에서 생략되었다. 업데이트된 미국 텍스트(이 최신 판에는 누락된 21번째 장이 포함됨)에 대한 소개에서 Burgess는 처음 이 책을 미국 출판사에 가져갔을 때 미국 독자들이 마지막 챕터를 보지 않을 것이라고 들었다. 자신의 방식이 잘못되었음을 깨닫고 폭력에 싫증이 나서 인생을 역전시키겠다고 결심한다.

## 캐릭터
- Alex : 소설의 주인공이자 그의 드루그 중 리더. 그는 종종 자신을 "겸손한 내레이터"라고 부릅니다. 열 살 소녀 두 명을 침실로 유인한 Alex는 자신을 "Alexander Large"라고 부르면서 강간한다. 이것은 나중에 1971년 영화에서 Alex의 주장된 성 이 DeLarge 의 기초가 되었다.
- George, Georgie 또는 Georgie Boy : 사실상 Alex의 욕심 많은 부사령관입니다. 조지는 갱단의 리더인 알렉스의 지위를 훼손하고 갱단을 새로운 리더로 인수하려 한다. 그는 나중에 Alex가 감옥에 있는 동안 실패한 강도 사건으로 사망한다.
- 피트 : 드루그끼리 싸울 때 어느 한쪽 편을 들지 않는 유일한 사람. 그는 나중에 Georgina라는 소녀를 만나 결혼하여 폭력적인 방식을 포기하고 이전의 ( Nadsat ) 언어 패턴을 잃다. 마지막 장에서 피트와의 우연한 만남은 알렉스가 폭력에 싫증이 났음을 깨닫고 인간의 에너지가 파괴보다 창조에 더 많이 소비된다는 것을 깨닫도록 영향을 준다.[6]
- Dim : 멍청하고 곰이 없는 갱단의 일원으로, Alex는 끈질기게 경멸했지만 그의 막강한 전투 능력으로 인해 그의 드루그들은 어느 정도 존경을 받았고, 그가 선택한 무기는 길이의 자전거 사슬이었다. 그는 나중에 경찰이 되어 한때 자신의 지휘 하에 겪었던 학대에 대해 알렉스에게 복수를 요구한다.
- PR Deltoid : 범죄 재활 사회 복지사가 Alex를 직선으로 좁게 유지하는 작업을 할당했다. 그는 젊은 사람들을 대하는 데 아무런 실마리가 없어 보이고 자신의 골칫거리에 대한 공감이나 이해가 부족하다. 실제로 Alex가 노파를 살해한 혐의로 체포된 후 여러 경찰관에게 무자비하게 구타를 당했을 때 Deltoid는 그에게 침을 뱉었다.
- Prison Chaplain: 폭력적인 사람을 선택의 여지가 없는 행동의 자동기계로 만드는 것이 도덕적인지 여부를 먼저 묻는 캐릭터. 이것은 Alex의 복지를 진정으로 염려하는 유일한 캐릭터입니다. 그러나 Alex는 그를 진지하게 받아들이지 않다. 그는 Alex "prison charlie" 또는 Charlie Chaplin에 대한 말장난인 "chaplin"이라는 별명을 가지고 있다.
- Billyboy : 알렉스의 라이벌. 이야기 초반에 Alex와 그의 드루그는 Billyboy와 그의 드루그와 싸웠고, 경찰이 도착했을 때 갑자기 끝이 났다. 나중에 Alex가 감옥에서 풀려난 후 Billyboy(Billyboy와 마찬가지로 경찰관이 된 Dim과 함께)는 폭도들로부터 Alex를 구출한 다음 도시 외곽에서 그를 구타한다.
- Prison Governor: 알렉스가 루도비코 기법에 의해 처음으로 개혁될 사람을 "선택"하게 하기로 결정한 남자.
- 내무부 장관 : Ludovico의 기술이 재범을 줄이는 데 사용될 것이라고 결정한 정부 고위 관리. 그는 Alex에 의해 열등한 사람으로 언급됩니다.
- Branom 박사 : 과학자이자 Ludovico 기술의 공동 개발자입니다. 그는 처음에는 알렉스에게 친절하고 거의 아버지처럼 보이지만, 알렉스를 극장으로 몰아넣고 알렉스는 이를 "고문의 의자"라고 부릅니다.
- Brodsky 박사 : Branom의 동료이자 Ludovico 기술의 공동 개발자입니다. 그는 Branom보다 훨씬 수동적이며 상당히 적게 말한다.
- F. Alexander : 그의 대작인 A Clockwork Orange를 타이핑하는 과정에서 Alex와 그의 droog들이 그의 집에 침입하여 그를 구타하고 그의 작품을 찢어 놓은 다음 잔인하게 그의 아내를 집단 강간하여 그녀를 죽음에 이르게 한 작가 . 그는 이러한 사건으로 깊은 상처를 입고 2년 후 Alex를 만났을 때 Ludovico 기법이 건전하지 않다는 것을 증명하기 위한 가학적 실험에서 Alex를 기니피그로 사용한다. 정부는 이후 그를 투옥한다. 그는 영화에서 Frank Alexander라는 이름을 받았다.
- 캣우먼 : 알렉스의 갱단 진입 계획을 막고 알렉스가 떠나지 않으면 알렉스에게 총을 쏘고 고양이를 앉히겠다고 위협하는 간접적인 이름의 여성. 알렉스는 집에 침입한 후 그와 싸우고 고양이들에게 전투에 참여하라고 명령하지만, 알렉스가 싸우는 것을 질책한다. 그녀는 난투 중에 머리에 치명적인 타격을 입다. 그녀는 영화에서 Miss Weathers라는 이름을 받았다.

## 평가
Sunday Telegraph의 리뷰는 긍정적이었고 이 책은 "재미있다. ...심지어". The Observer의 Kingsley Amis는 "Burgess 씨는 내가 전에 만난 기억이 없는 청소년 폭력에 대한 견해를 우연히 암시하는 매우 터무니없는 이야기를 썼습니다"라고 적으면서 이 소설을 "명랑한 공포"라고 극찬했다. 말콤 브래드버리 (Malcolm Bradbury)는 "만화 작가로서의 버지스 씨의 모든 능력은 상당하며 그의 반전된 유토피아의 풍부한 언어로 들어갔다. 공포를 참을 수 있다면 매너를 즐길 수 있을 것입니다." Roald Dahl은 이 책을 "끔찍하고 놀라운 책"이라고 불렀다. 많은 평론가들은 언어의 독창성을 칭찬했지만 폭력적인 주제에 대해 불만을 표명했다. Spectator는 Burgess의 "비범한 기술적 위업"을 칭찬했지만 "약간 짜증나는 플롯에 대한 특정 자의성"에 불편했습니다. New Statesman 은 Burgess가 "우리 시대의 경향을 예리하고 잔인하게" 다룬 것에 대해 찬사를 보냈지만 그 책은 "읽기에 큰 부담"이라고 불렀다. Sunday Times 리뷰는 부정적이었고 이 책을 "매우 평범하고 잔인하며 심리적으로 천박한 이야기"로 묘사했다. 타임즈는 또한 이 책을 "청소년 비행에 대한 서투른 진부한 진부한 표현이 있는 공상과학 소설에 대한 다소 서투른 실험"이라고 설명하면서 이 책을 부정적으로 평가했다. 폭력은 "세부적으로 설득력이 없다"는 비판을 받았다.

## 같이 보기
- 고전적 조건형성
- MK울트라 계획